# Warley Leandro da Silva
Warley Leonardo da Silva, noto semplicemente come Warley (Recife, 17 settembre 1999), è un calciatore brasiliano, difensore della T'orp'edo Kutaisi.

## Caratteristiche tecniche
È un terzino destro.

## Carriera
Cresciuto nel settore giovanile del Santa Cruz, ha esordito in prima squadra il 30 marzo 2019 disputando l'incontro di Copa do Nordeste vinto 2-0 contro il Confiança.
Nel giugno 2019 viene ceduto in prestito annuale al CSA, neopromosso in Série A.

## Palmarès

### Club

#### Competizioni nazionali
- Campeonato Brasileiro Série B: 1

Botafogo: 2021
- Supercoppa di Georgia: 1

Torpedo Kutaisi: 2024

#### Competizioni statali
- Campeonato Paranaense: 1

Coritiba: 2022

#### Competizioni regionali
- Copa do Nordeste: 1

Ceará: 2023